# Olaf Magnusson
Olaf Magnusson (* 1099; † 22. Dezember 1115 in Trondheim) war zusammen mit seinen älteren Brüdern Øystein I. und Sigurd Jorsalfari König in Norwegen von 1103 bis 1115. Olaf war der Sohn von Magnus Barfot, Sohn von König Olav Kyrre und König von Norwegen, und Margrete Fredkulla Ingesdóttir, der Tochter des schwedischen Königs Inge I.
Bereits in seinem vierten Lebensjahr, 1103, verlor Olaf Magnusson seinen Vater. Seither verwalteten die Brüder seinen Teil des Königreiches. Schon im 17. Lebensjahr starb Olaf an einer unbekannten Krankheit. Deshalb wird er in vielen norwegischen Königslisten nicht aufgeführt. Er ist der vierte König mit dem Namen Olaf, doch hat er keine Nummer. Olav IV. lebte erst rund 250 Jahre später.
Siehe auch: Geschichte Norwegens